# Василикос, Василис
Василис Василикос (греч. Βασίλης Βασιλικός, 18 ноября 1933 или 1934, Кавала — 30 ноября 2023, Афины) — современный греческий писатель, переводчик.

## Биография
Василис Василикос родился 18 ноября 1933 года в Кавале Восточной Македонии. Родители происходили с близлежащего острова Тасос.
Учился в лицее в Кавале, затем в частной школе в столице Македонии, городе Фессалоники и в салоникском американском Колледже Анатолиа. В пятидесятые годы учился на юридическом факультете Аристотелева университета в Салониках и режиссуре телевидения в Йельском университете в Нью-Хейвене, в американском штате Коннектикут.
В 1953 году вышла первая книга Василикоса Повествование Ясона (Η διήγηση του Ιάσονα). Книга получила премию двенадцати и много позже (1980) государственную премию рассказа. От последней премии Василикос отказался.
В мае 1963 года, на митинге в Фессалоники, ультраправыми экстремистами был смертельно ранен депутат от Единой демократической левой партии Григорис Ламбракис.
Ламбракис, бывший до войны чемпионом Балканских игр и получивший известность как организатор «Марафонского марша мира», был тогда самым популярным левым греческим депутатом.
Следствие, которое провёл Христос Сардзетакис, впоследствии ставший президентом страны, вскрыло связь между ультраправыми организациями и полицией и привело к отставке правительства.
Надпись греч. Ζει — «(он, Ламбракис) жив»), написанная сторонниками Единой демократической левой партии на стенах зданий во всех городах Греции, дала имя новой книге Василикоса.
«Дзета» («Z») с подзаголовком «Фантастический документ преступления» вышла в 1966 году.
Книга стала событием в литературной и политической жизни страны.
Приход к власти в апреле 1967 года группы ультраправых офицеров, получивших имя «Чёрные полковники», и установление в стране фашистского режима, вынудили Василикоса покинуть Грецию.
В период диктатуры, в 1969 году, книга была экранизирована, работавшим во Франции, греко-французским режиссёром Костасом Гаврасом.
Фильм «Дзета» имел огромный успех.
Фильм получил Премию «Оскар» за лучший фильм на иностранном языке и Премию «Оскар» за лучший монтаж.
Написавший музыку к фильму и создавший в 1964 году организацию «Молодёжь Ламбракиса» греческий композитор и коммунист Микис Теодоракис получил Премию BAFTA Энтони Эсквита за лучшую музыку к фильму.
Фильм получил также ряд других премий во Франции и США.

## Эмиграция
С установлением диктатуры в Греции, Василикос жил и работал за границей (Италия, Франция, Нью-Йорк).
Писатель оставался за границей и с падением диктатуры в 1974 году.
В период 1981—1984 годов и с приходом к власти правительства социалистов, Василикос прервал своё пребывание за границей и принял должность заместителя генерального директора Греческой корпорации телерадиовещания.
Василикос и его жена Димитра («Мими») были дружны с проживавшем в Греции американским поэтом Джеймсом Меррилом. Смерть Мими стала критическим сюжетным поворотом в эпической поэме Мерилла The Changing Light at Sandover (1982).
Вновь покинув страну Василикос работал помощником режиссёра, режиссёром документальных фильмов, сценаристом, журналистом и писателем.
Писатель вернулся в Грецию в 1994 году и стал муниципальным советником Афин (1994—1996) и послом Греции в ЮНЕСКО (1996—2004).

## Творчество
Василикос написал более 80 книг, романов, новелл, рассказов, пьес, поэзии, самыми известными из которых являются «Мифология Америки» (Η Μυθολογία της Αμερικής), «Ружьё подводной охоты» (Το ψαροντούφεκο), «Жертвы мира» (Θύματα ειρήνης), «Фотографии» (Οι φωτογραφίες), «Зет» (Ζ), «Судебный врач» (Ιατροδικαστής), «Смерть американца» (Θάνατος του Αμερικάνου) и другие.
Василикос перевёл на греческий ряд иностранных писателей, среди которых Андре Жид, Джеймс Меррилл, Режис Дебре и Бальзак. Многие из книг Василикоса переведены на 33 языка, а также переложены на шрифт Брайля.
Кроме греческого, Василикос владеет английским, французским и итальянским языками. С 1995 года Василикос являлся членом «Международного парламента писателей», базирующегося в Страсбурге. В период 2001—2005 Василикос возглавлял «Общество писателей Греции».

### Публикации на русском языке
- Василикос Василис. Зет. Фантастическая хроника одного убийства. М. Прогресс 1970 г. 336 с.
- Василис Василикос `Растение` Зарубежная повесть. Сборник. Вып.3. По страницам журнала Иностранная литература/Сост. Н.Федорченко. М. Прогресс 1980 г. 768с

## Политика
На парламентских выборах 2012 года Василикос был кандидатом от партии Демократические левые. На местных выборах 2014 года он выдвигался в муниципалитет Афин от коалиции вокруг ПАСОК. На парламентских выборах 2019 году был избран депутатом от СИРИЗА, затем перешёл в более левую партию МЕРА25.

## Награды
Василикос награждён многими орденами и титулами, среди которых Officier des Arts et des Lettres (Орден Искусств и литературы (офицер)) Французской республики.

## Личная жизнь
Василикос женат и имеет одну дочь.

## Смерть
Умер 30 ноября 2023 года в возрасте 90 лет. Будет похоронен 4 декабря 2023 года на Первом афинском кладбище.